# Isorrítmia
La isorrítmia (del grec ἴσος [isos] que significa 'semblant' i ῥυθμός [rythmos] que vol dir 'cadència, ritme') fa referència a una tècnica de composició musical que segueix un esquema fix d'altures i repeteix un ritme característic en una peça musical, tot i que les notes cantades siguen diferents.

## Història
El terme l'encunyà Friedrich Ludwig el 1904 per referir-se a aquesta tècnica usada en els motets del segle xiii. Tot i que més tard el terme s'aplicà més àmpliament, sobretot a la repetició periòdica o rítmica en la veu del tenor i en altres veus de les composicions del s. XIV i principis del XV, sobretot en els motets.
És una organització de ritmes anomenada talea (lat. talea, plural taleæ, 'estacada'), que es repeteix al llarg d'una melodia de tenor el contingut del qual o sèrie d'altures (notes), anomenat color, variava en el nombre de membres de la talea.
La isorrítmia va més enllà de la isoperiodicitat: no sols n'és igual l'estructura dels períodes, sinó que també ho són els valors de les notes dels períodes. L'organització racional del tenor amb subdivisió en color (notes) i talea (durades de so, ritme) també s'estengué, així, a les veus superiors.
S'utilitzà en l'anàlisi de l'estructura dels motets de l'escola polifònica del període de l'Ars nova dels segle xiv i XV, els tenors dels quals o cantus firmus (no confongueu en aquest cas la nota de declamació del gregorià, tenor -del llatí tenere,, sostenir- amb la tessitura vocal masculina homònima) es diferenciaven per la continuïtat d'un patró rítmic anomenat talea, constituït per cèl·lules idèntiques que augmentaven o disminuïen, i que després s'estendria a altres veus. El màxim exponent d'aquesta tècnica es pot trobar en l'obra de Guillaume de Machaut.
La invenció d'aquesta tècnica s'atribuí al compositor Philippe de Vitry, però «no era un invent de Philippe de Vitry ni de la seua propietat exclusiva a principis del s. XIV». La construcció isorítmica sovint era variada, per la utilització de la disminució rítmica estricta o lliure en la repetició del color.

### Motet isorrítmic
El motet isorrítmic constitueix el cim en l'estructuració racional de la música gòtica. Alhora, la isorrítmia crea l'equilibri cap a la melodia expressiva i l'increment de la coloració harmònica (terceres, cromatisme). De Vitry i Guillaume de Machaut ja componien motets isorrítmics al 1320.
Aquests motets, escrits durant el segle xiv (Ars nova), s'estructuren amb els principis isorrítmics de talea i color. Un exemple de motet isorrítmic és el "Garrit Gallus-In Nova fert/Neuma", compost per Philippe de Vitry a mitjan s. XIV.
El motet isorrítmic "Sub Arturo plebs" de Johannes Alanus és medieval tardà. Presenta un color de 24 longae (48 compassos en notació moderna), dividides en tres talees. El color es repeteix tres vegades, cadascuna amb una mesura diferent. La longitud en disminueix després pels factors 9:6:4. La imatge mostra:
- (a) el cantus firmus preexistent del gregorià;
- (b) el tenor plasmat en notació mensural; i
- (c) una transcripció parcial del començament de cadascuna de les nou taleae en notació moderna.

Pla estructural del tenor d'un motet isorrítmic "Sub Arturo plebs" de Johannes Alanus

### Isorrítmia en la missa

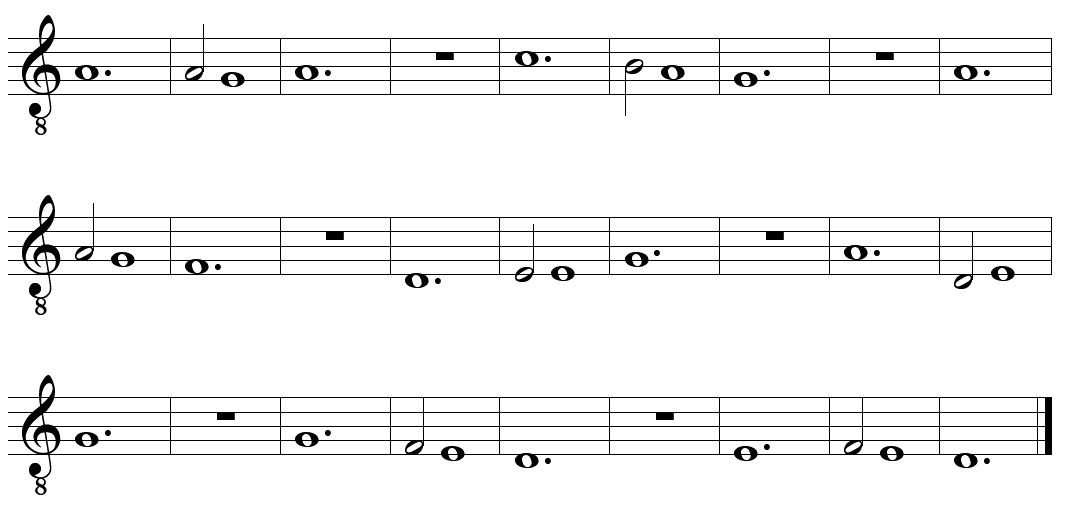
Tenor isorrítmic del Kyrie eleison de la Missa de Notre-Dame (c. 1360) de Guillaume de Machaut. Un color de 28 notes s'estableix amb una talea de 4 notes que es repeteix set vegades

La isorrítmia també es traslladà del motet als moviments de la missa i la cantilena. N'és un exemple l'Agnus Dei de la missa de Guillaume de Machaut.

## Isorrítmia en altres àmbits
Aquesta tècnica també es troba en la música de l'Índia així com en la producció musical de compositors moderns com Alban Berg, Olivier Messiaen, John Cage i George Crumb.

### Específica
- «Isorhythm». A: The new Grove dictionary of music and musicians Vol. 1. Vol. 1. (en anglès), 1995. ISBN 978-0-333-23111-1.
- «Burgundy». A: The new Grove dictionary of music and musicians Vol. 1. Vol. 1. (en anglès), 1995. ISBN 978-0-333-23111-1.
- Brothers, Thomas «Vestiges of the Isorhythmic Tradition in Mass and Motet, ca. 1450-1475». Journal of the American Musicological Society, 44, 1, 1991, pàg. 1–56. DOI: 10.2307/831727. ISSN: 0003-0139.
- Brown, Samuel E. «New Evidence of Isomelic Design in Dufay's Isorhythmic Motets». Journal of the American Musicological Society, 10, 1, 1957, pàg. 7–13. DOI: 10.2307/829700. ISSN: 0003-0139.
- Brown, Samuel E. «A Possible Cantus Firmus among Ciconia's Isorhythmic Motets». Journal of the American Musicological Society, 12, 1, 1959, pàg. 7–15. DOI: 10.2307/829513. ISSN: 0003-0139.
- Harbinson, Denis «Isorhythmic Technique in the Early Motet». Music & Letters, 47, 2, 1966, pàg. 100–109. ISSN: 0027-4224.
- Vanhulst, Henri «Kemp (Walter H.). Burgundian Court Song in the Time ofBinchois. The Anonymous Chansons of El Escorial, MS V.III.24». Revue belge de Philologie et d'Histoire, 72, 4, 1994, pàg. 978–980.
- Schenkman, Walter «Talea and Color: Two Useful Working Concepts». College Music Symposium, 16, 1976, pàg. 26-31. ISSN: 0069-5696.
- Turner, Charles «Proportion and Form in the Continental Isorhythmic Motet c. 1385-1450». Music Analysis, 10, 1/2, 1991, pàg. 89–124. DOI: 10.2307/854000. ISSN: 0262-5245.

### General
- Atlas, Allan W. La música del Renacimiento (en castellà).  Ediciones AKAL, 2002. ISBN 978-84-460-1208-5.
- Atlas, Allan W. Antología de la música del Renacimiento (en castellà).  Ediciones AKAL, 2002-07-03. ISBN 978-84-460-1615-1.
- Caldwell, John. Medieval Music.  Routledge, 2020. ISBN 0-367-19167-9.
- Gallo, F. Alberto. Historia de la música (en castellà).  Turner, 1986. ISBN 978-84-7506-203-7.
- Gallico, Claudio. 4. La época del Humanismo y el Renacimiento (en castellà).  Turner Publicaciones S.l., 1986-05. ISBN 978-84-7506-175-7.
- Gleason, Harold; Becker, Warren. Music in the Middle Ages and the Renaissance (en anglès).  Alfred Music Publishing, 1981. ISBN 978-0-88284-379-7.
- Reese, Gustave. La música en la Edad Media: con una introducción sobre la música en la Edad Antigua (en castellà).  Alianza, 1989. ISBN 978-84-206-8543-4.
- Reese, Gustave. La música en el Renacimiento, 1 (en castellà).  Alianza Editorial, S. A., 1995-09. ISBN 978-84-206-8537-3.